# 茄苳溪 (地名)
茄苳溪，是臺灣桃園市八德區的一個傳統地域名稱，位於該區西北部。相較於今日行政區，其範圍大致包括白鷺里、茄苳里、永豐里、高明里、高城里、茄明里。

## 歷史
台灣清治末期至日治初期，茄苳溪地區為一街庄，稱為「茄苳溪庄」，隸屬於桃澗堡。該庄北與崁仔腳庄為鄰，東與中路庄為鄰，東南與下庄仔庄為鄰，南邊為霄裡庄，西邊為中壢埔頂庄。
1901年（日治明治三十四年）11月，全台廢縣廳改設二十廳，該庄隸屬於桃仔園廳。1903年（明治三十六年），改名桃園廳。1909年（明治四十二年）10月，合併二十廳為十二廳，該庄隸屬不變。1920年（大正九年），廢十二廳改設五州二廳，該庄改制為「茄苳溪」大字，隸屬於新竹州桃園郡八塊庄。
戰後八塊庄改制並改名為八德鄉，隸屬於新竹縣，大字亦改制為村。1950年桃、竹、苗分治，八德鄉改隸屬於桃園縣。1995年1月，八德鄉因人口達15萬而改制為八德市，村改制為里。2014年12月，桃園縣升格為直轄桃園市，八德市改制為八德區。

## 交通
台鐵縱貫線大致以東北東－西南西走向經過茄苳溪地區北部邊界地帶，境內未設站。東邊最近的是桃園車站，屬一等站，除太魯閣號及部分普悠瑪號、自強號班次外，其餘各級列車均有停靠：西邊最近的是內壢車站，屬三等站，僅停靠區間車。
省道台1線又稱「縱貫公路」，是台北至屏東楓港的幹道，在本地區境內大致與鐵路並行而位於其北側，向東可前往桃園、新莊、台北等地，向西可前往中壢、楊梅、新竹等地。

## 學校
- 元智大學（大部分）
- 永豐高中
- 新興高中
- 茄苳國小